# Altmannstetten
Altmannstetten ist ein Stadtteil der Großen Kreisstadt Neuburg an der Donau im Regierungsbezirk Oberbayern und liegt direkt am Rande des Donaumooses. Das Dorf kam als Teil der Gemeinde Feldkirchen bei der Gemeindegebietsreform am 1. Januar 1978 nach Neuburg. Heute zählt der Stadtteil 65 Einwohner. Der Stadtteil gehört zur Gemarkung Feldkirchen.

## Geschichte

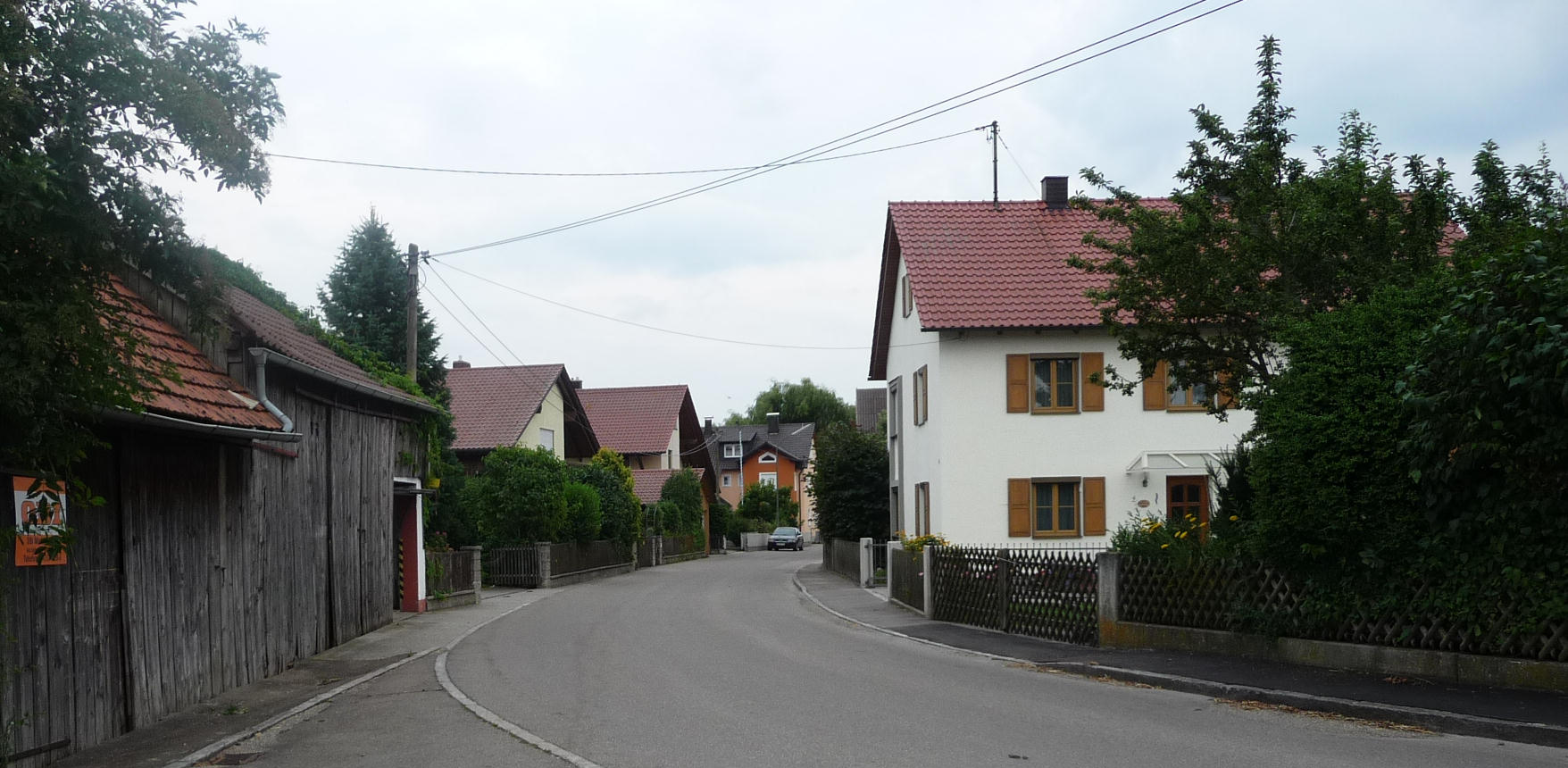
Der Neuburger Stadtteil Altmannstetten

Über die Entstehung gibt es kaum historische Quellen, auch im Pappenheimer Urbar von 1214, dem Steuerverzeichnis der Pappenheimer, ist der Name nicht erwähnt. Es wird vermutet, dass die Schwaige schon um das Jahr 1000 bestanden hat, da sie zum Besitz des Benediktinerinnenklosters in Neuburg gehörte und um diese Zeit viele Schenkungen vollzogen wurden.
1632 stand der Weiler Altmannstetten im Besitz des Don Rodrigo de Barragan, Freiherr zu Wasserburg. Er wird als Ritter und Hofmarschall des Neuburgischen Herzogs Wolfgang Wilhelm ausgewiesen. 1621 war Don Rodrigo Barragan schon Landvogteiverwalter zu Günzburg und Inhaber des Freigutes Wasserburg. 1770 erbte ein Jesuitenbruder das Gut und behielt es als Privatvermögen. Als der Jesuitenorden aufgelöst wurde, ging der Mönch nach Altmannstetten. Gegen ein Ausgeding (Altenteil) und Wohnrecht hatte er das Gut an seine Verwandten abgetreten.
Um 1800 war Altmannstetten ein Einödhof mit etwa 76 Tagwerk gebundenem Hofgut und 31 Tagwerk Viehweide. Im Jahre 1803 ist der Grundbesitz nochmals gewachsen. Der damalige Besitzer Joseph Häckl erwarb das Altmannstetter Holz mit etwa 70 Tagwerk Wald. 1817 kam eine einschneidende Veränderung: Der Besitzer verkaufte den Hof an vier Pfälzer Kolonisten. Als Käufer sind Martin Brox, Johann Georg Herbold sen. und jun., sowie Ludwig Krauß aufgeführt. Zunächst bewirtschafteten die vier Pfälzer den Hof gemeinsam, später wurde jedoch eine Teilung vorgenommen. 1822 veräußerten die neuen Besitzer wieder drei Höfe. Durch die Zuwanderung der Pfälzer Siedler wurde Altmannstetten aus einer katholischen Einöde zu einem protestantischen Weiler. Von 1850 bis 1913 war Altmannstetten in die Gemeinde Wagenhofen eingegliedert. Nun kam der Ort nach Feldkirchen und mit der Gebietsreform zum 1. Januar 1978 nach Neuburg.

## Schule und Kirche

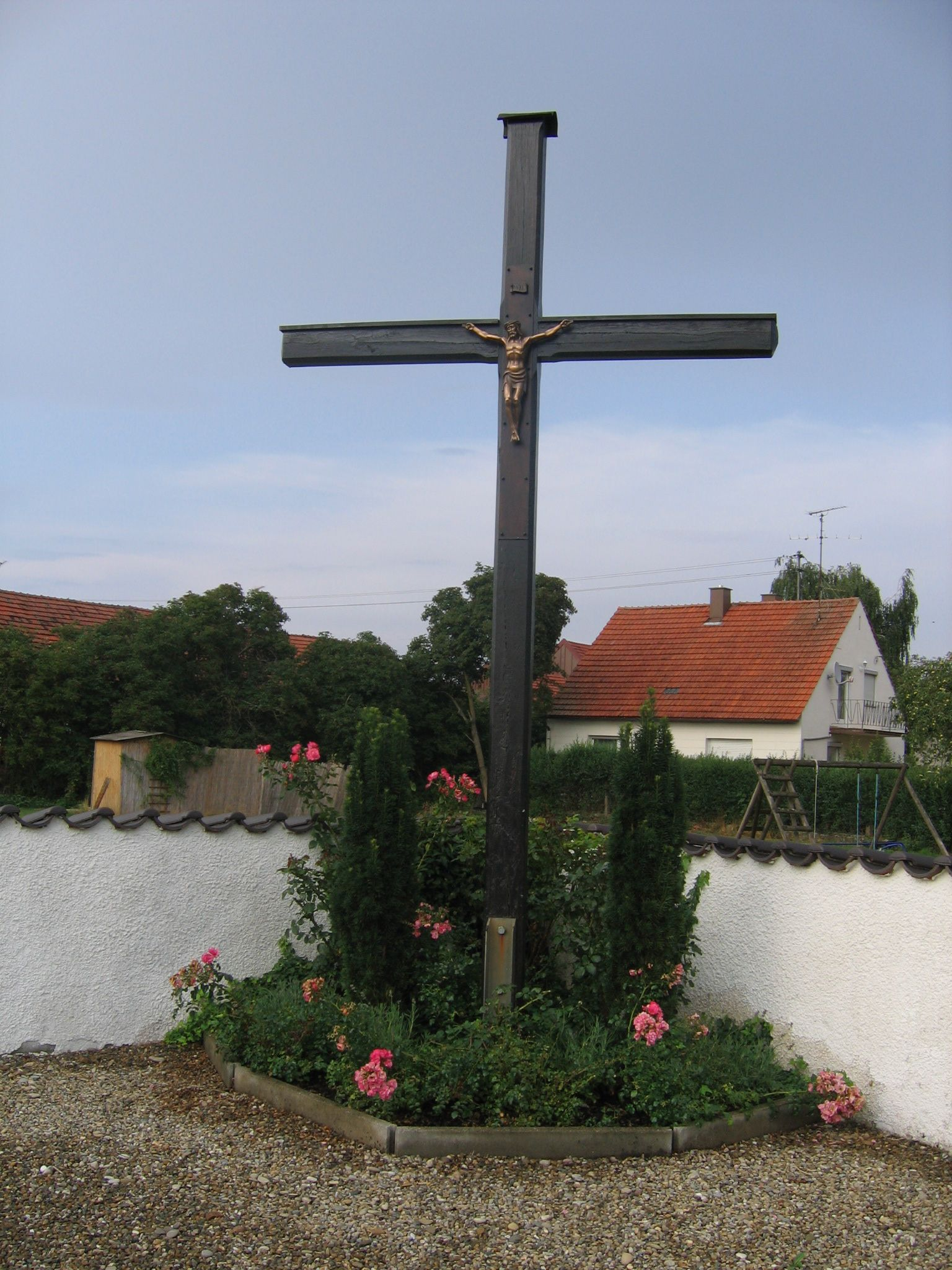
Friedhofskreuz auf dem protestantischen Friedhof

Durch die verschiedenen Konfessionen war der Ort kirchlich und schulisch dreigeteilt. Für die Katholiken war für Geburten wie für die Eheschließung und die Beerdigungen die Pfarrei Wagenhofen zuständig. Die Evangelisch-Reformierten waren der Pfarrei Marienheim eingegliedert, die Kinder mussten auch dort die Schule besuchen. Beim Kirchenbau waren die Reformierten verpflichtet, Hand- und Spanndienste zu leisten. Die Evangelisch-Lutherischen gehörten zur Pfarrei Untermaxfeld. Die protestantischen Kinder besuchten ab 1822 die Schule in Obermaxfeld.

## Friedhof
Die Familie Buttmann schenkte ein Grundstück für den Friedhof. Allerdings durften dort bis zur jüngsten Zeit nur die Protestanten beerdigt werden. Im Jahre 1982 musste die Friedhofsmauer repariert werden. Finanziert wurde die Baumaßnahmen durch die Stadt Neuburg. Mit dem gesammelten Spenden finanzierten die Altmannstetter ein großes hölzernes Friedhofskreuz und ein Friedhofsfest.